# Henrietta Stanley, 4.ª Baronesa Strange
Henrietta Maria Stanley, 4.ª Baronesa Strange (c. 1687 – 26 de junho de 1718) foi uma nobre britânica. A partir de 1714, sucedeu como baronesa Strange, além de ter sido condessa de Anglesey pelo seu primeiro casamento com John Annesley, 4.º Conde de Anglesey, e baronesa Ashburnham pelo seu segundo casamento com John Ashburnham, 3.º Barão Ashburnham

## Família
Henrietta foi filha de William Stanley, 9.º Conde de Derby e de Elizabeth Butler.
Os seus avós paternos eram Charles Stanley, 8.º Conde de Derby e Dorothea Helena van den Kerchhove. Os seus avós maternos eram Thomas Butler, 6.º Conde de Ossory e Emilia van Nassau-Beverweerd.
Ela teve dois irmãos: Elizabeth, que não se casou, e James, Senhor Strange, que também não se casou e morreu jovem e sem filhos.

## Biografia
Com a morte do pai de Henrietta, o tio dela, James Stanley, sucedeu ao título de conde de Derby, pois o irmão de Henrietta já havia morrido antes do pai deles. Já o título subsidiário de barão Strange ficou em pendência entre Henrietta e sua irmã, Elizabeth. Com a morte de Elizabeth em 1714, Henrietta sucedeu ao título como a única herdeira. Ela herdou uma propriedade significativa do pai, a qual envolveu a baronesa e seus dois maridos em disputas legais com o tio e mãe dela.

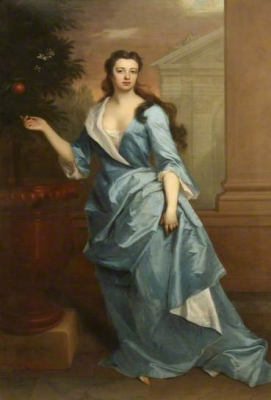
A baronesa pintada por Mikael Dahl, em 1717, quando por volta de 30 anos.

No dia 21 de maio de 1706, Henrietta se casou com John Annesley, 4.º Conde de Anglesey, filho de James Annesley, 2.º Conde de Anglesey e de Elizabeth Manners. Eles tiveram apenas uma filha, Elizabeth, que morreu jovem. Ela ficou viúva alguns anos depois, em 1710.
Em 24 de julho de 1714, a condessa viúva se casou com o barão John Ashburnham (futuro conde), filho de John Ashburnham, 1.° Barão Ashburnham e de Bridget Vaughan. Eles tiveram uma filha, Henrietta Bridget, sucessora da mãe. Para esse casamento, a baronesa trouxe consigo uma fortuna de £20.000.
A baronesa faleceu em 26 de junho de 1718, com cerca de 31 anos de idade, e foi enterrada na paróquia de Ashburnham, em East Sussex. Alguns anos após sua morte, foi necessária intervenção do Parlamento para resolver uma disputa envolvendo a propriedade de Bretherton a qual ela havia herdado.

## Descendência
Do primeiro casamento:
- Elizabeth Annesley (m. 23 de abril de 1718), não se casou e nem teve filhos.

Do segundo casamento:
- Henrietta Bridget Ashburnham, 5.º Baronesa Strange (m. 8 de agosto de 1732), não se casou e nem teve filhos.